# Tegnérsäpple
Tegnérsäpple är en äppelsort vars ursprung är Sverige. Äpplet är litet och har ett mestadels ett närmast gult skal. Köttet som är mört och saftigt har en sötsyrlig samt kryddig smak. Tegnérsäpple mognar omkring september/oktober och är främst ett ätäpple. I Sverige odlas Tegnérsäpple gynnsammast i zon 1-2.